# 96-я стрелковая дивизия (1-го формирования)
96-я стрелковая дивизия (96 сд) — воинское соединение Вооружённых Сил СССР, принимавшее участие в Великой Отечественной войне.

Боевой период — 9 сентября 1941 — 24 января 1942 года.

## История
96-я стрелковая дивизия была создана 9 сентября 1941 года путём переформирования 96-й горнострелковой дивизии.
12-13 сентября 1-я горнострелковая дивизия немцев начала наступление в направлении Александровка — Софиевка — Рубановка. 96 сд срочно перекинули в район Рубановки с задачей остановить продвижение противника. Немцы до 19 сентября безуспешно атаковали позиций дивизии. Лишь обойдя дивизию справа и слева и введя в бой свежие подкрепления, они вынудили её отойти на Петропавловку — Пескошино.
22 сентября 96 сд при поддержке танков нанесла удар в стык между 1-й горнострелковой и 170-й пехотной дивизиями немцев и прорвала фронт. Чтобы спасти положение, во фланг нашим наступающим войскам немцы бросили 99-й горнострелковый полк. Утром 27 сентября 18-я и 9-я армии Южного фронта начали общее наступление. 96 сд вела наступление на участке Малая Белозерка — Ново-Ивановка, успешно продвинувшись вперёд. Однако в связи с резким изменением обстановки 1 октября наступление было прекращено.
В это время 1-я танковая армия Клейста из района Днепропетровска прорвалась глубоко на восток, создав угрозу выхода в тыл 18-й и 9-й армиям. Началась Донбасско-Ростовская стратегическая оборонительная операция. К 5 октября 18-я армия оказалась в окружении. 96 сд начала отход на восток и к 10 октября, вырвавшись из окружения, отошла на Волноваху — Старобешево. В середине октября дивизия в районе Зугрэс — Сердитое вела бои с наступающими на Чистяково итальянскими частями и 4-й горнострелковой дивизией немцев.
14 ноября 96-я стрелковая дивизия была передана в состав 37-й армии и выведена в район Нагольно-Тарасовка — Дарьевка. 17 ноября началась Ростовская наступательная операция, в ходе которой 96 сд при поддержке танков продвинулась на юг и вечером 18 ноября заняла село Доброполье. 23 ноября она сумела отбить с. Денисово-Алексеевку, а 24-25 ноября, прорвав оборону немцев,
двинулась к р. Миус. 5 декабря, преследуя противника, части 96 сд вышли на реку Миус в районе Матвеев Курган — Ряженое.
24 января 1942 году за проявленную отвагу в боях и стойкость 96-я стрелковая дивизия была преобразована в 14-ю гвардейскую стрелковую дивизию.

## Состав
- 43-й стрелковый полк
- 209-й стрелковый полк
- 651-й стрелковый полк
- 155-й отдельный стрелковый батальон
- 146-й артиллерийский полк
- 593-й гаубичный артиллерийский полк
- 63-й отдельный истребительно-противотанковый дивизион
- 258-й отдельный зенитный артиллерийский дивизион
- 256-й кавалерийский эскадрон
- 87-й сапёрный батальон
- 17-й отдельный батальон связи
- 115-й артиллерийский парковый дивизион
- 56-й медико-санитарный батальон
- 132-я автотранспортная рота
- 164-я полевая почтовая станция

## Подчинение
| На дату    | Фронт (округ) | Армия      |
| ---------- | ------------- | ---------- |
| 01.10.1941 | Южный фронт   | 18-я армия |
| 01.11.1941 | Южный фронт   | 18-я армия |
| 01.12.1941 | Южный фронт   | 9-я армия  |
| 01.01.1942 | Южный фронт   | 37-я армия |

## Командиры
- Шепетов Иван Михайлович (09.09.1941 — 24.01.1942), полковник, с 12.10.1941 г. — генерал-майор.